# كيم سونغ كيونغ
كيم سونغ كيونغ (بالكورية: 김성경)‏ هي شخصية تلفزيونية وممثلة كورية جنوبية. ولدت يوم 15 فبراير 1972 في سول في كوريا الجنوبية.

## روابط خارجية
- كيم سونغ كيونغ على موقع IMDb (الإنجليزية)
- كيم سونغ كيونغ على موقع قاعدة بيانات الفيلم (الإنجليزية)